# Srednjoafrička košarkaška reprezentacija
Srednjoafrička košarkaška reprezentacija predstavlja Srednjoafričku Republiku u međunarodnoj muškoj košarci.

## Nastupi na velikim natjecanjima

### Olimpijske igre
- 1988.: 10. mjesto

### Svjetska prvenstva
- 1974.: 14. mjesto

### Afrička prvenstva
- 1968.:  bronca
- 1970.: 4. mjesto
- 1972.: 4. mjesto
- 1974.:  zlato
- 1983.: 7. mjesto
- 1985.: 5. mjesto
- 1987.:  zlato
- 1989.: 7. mjesto
- 1992.: 6. mjesto
- 1997.: 5. mjesto
- 2001.: 9. mjesto
- 2003.: 5. mjesto
- 2005.: 5. mjesto
- 2007.: 7. mjesto
- 2009.: 6. mjesto
- 2011.: 6. mjesto